# Bonzini
Bonzini est une entreprise familiale française fondée en 1927 à Bagnolet (Seine-Saint-Denis) par Joseph Bonzini et M. Sopranzi. L'entreprise est reconnue comme un leader du marché du babyfoot, tant en France qu'à l'international.

## Histoire
L'histoire de Bonzini débute en 1927 lorsque Joseph Bonzini, un menuisier originaire du Piémont en Italie, s’installe en France avec son épouse. Il ouvre alors une échoppe à Bagnolet, où il commence à fabriquer des meubles, soutenu par des amis et des voisins. Très vite, il s’associe avec un mécanicien italien, formant ainsi le duo à l’origine de l’entreprise Bonzini & Sopranzi.

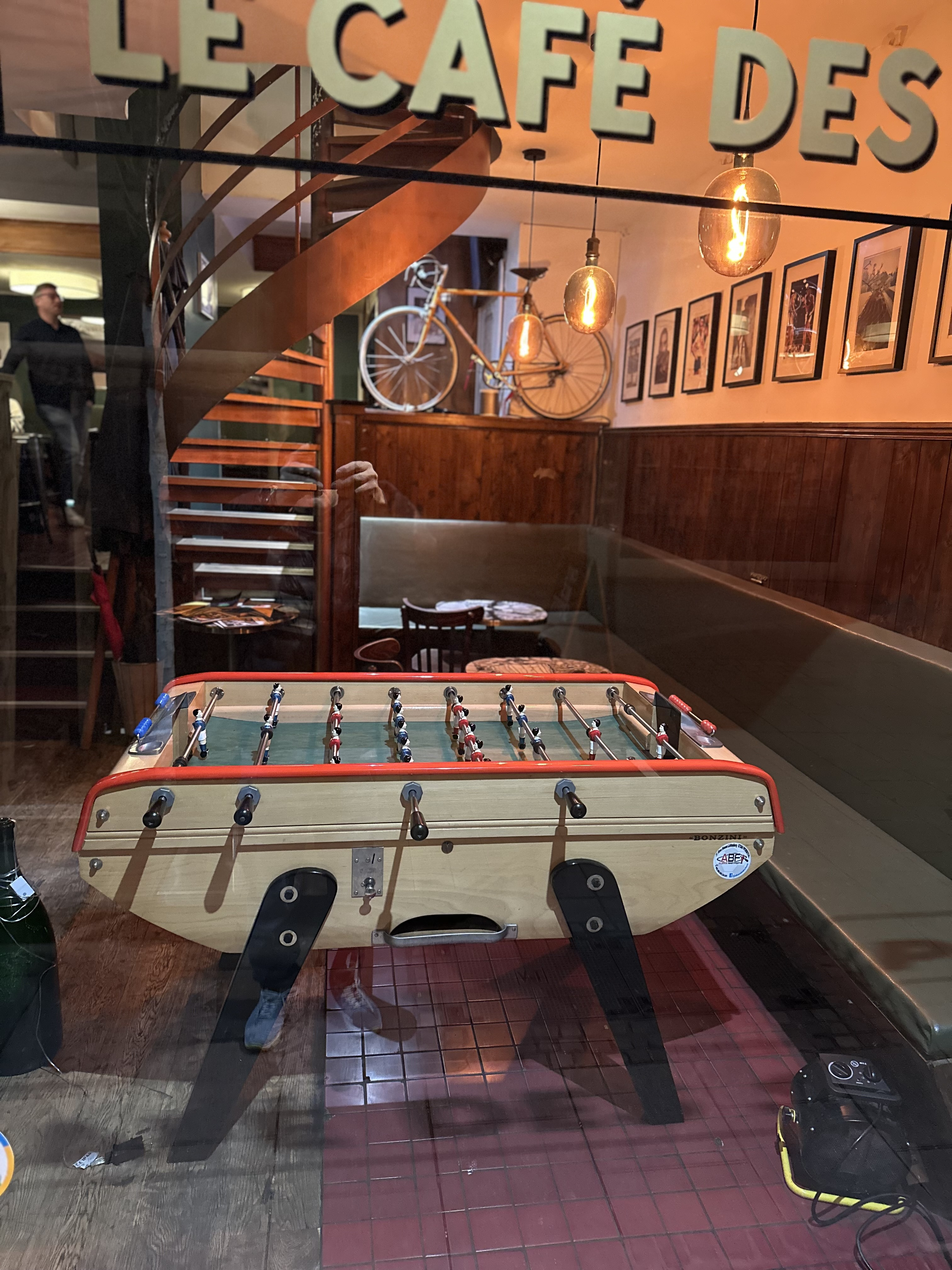
Baby foot bonzini B60 dans un bistro à Strasbourg

Face à la crise économique des années 1930, l’entreprise diversifie ses activités en se tournant vers les jeux de loisirs et d’argent. Elle développe notamment le bussophone, un phonographe automatique capable de jouer vingt disques sur leurs deux faces, ainsi que des jeux de roulette et autres dispositifs de divertissement, qui lui assurent une place durable sur ce marché. En 1935 que l’entreprise produit son premier babyfoot le B35. 
N'ayant pas d'enfant, Joseph Bonzini fait venir à Bagnolet son neveu, Raymond Bergaglia. Après la disparition de Joseph en 1937, la France entre en guerre deux ans plus tard et l’interdiction des machines à sous fragilise l’entreprise. Sa veuve se retrouve alors confrontée à une période d’incertitude économique. Dans l’immédiat après-guerre, le babyfoot gagne en popularité et s’impose progressivement dans les cafés français. 
En 1950, Raymond reprend l’entreprise familiale et profite de ce nouvel engouement : "Les fabricants de l’époque disaient qu’un baby-foot, ça ne mérite pas mieux que quatre planches avec des barres sortantes. Mais le Bonzini B-53 était à barre télescopique, ce qui rendait le jeu beaucoup plus sûr".

En 1959, Raymond Bergaglia imagine le B60, l’authentique babyfoot Bonzini avec monnayeur qui continue aujourd’hui d’être la référence de la marque. L'entreprise s’impose comme une référence dans ce domaine, ses modèles équipant environ 90 % des cafés français disposant d’un babyfoot.
En 1990, c’est Gérard Bergaglia, fils de Raymond et petit-neveu de Joseph, qui prend la direction de l’entreprise, poursuivant ainsi l’héritage familial.Gérard Bergaglia, fils de Raymond Bergaglia
EN 2017, Ingrid Bergaglia devient Présidente de la SAS Bonzini.
Pour élargir son marché, Bonzini exporte plus de 30 % de sa production vers près de 70 pays. L’entreprise emploie 42 personnes et fabrique environ 5 400 babyfoots par an. Son chiffre d’affaires atteint 8,1 millions d’euros en 2018. L'entreprise mise sur la qualité et l’innovation et propose des modèles personnalisés ainsi que des versions adaptées aux personnes à mobilité réduite. Elle valorise également la diversité en intégrant des figurines représentant différentes origines et genres. 
Bonzini maintient une production locale et est engagée dans une démarche durable. L'entreprise lutte contre l'obsolescence programmée en garantissant la disponibilité de pièces détachées afin de prolonger la durée de vie de ses produits.